# فیستول تراکئوازوفاژیال
فیستول تراکئوازوفاژیال (به انگلیسی: Tracheoesophageal fistula) وضعیت مادرزادی نادری است که تقریباً در یک مورد از هر ۳۰۰۰ تا ۴۵٠٠ تولد زنده دیده می‌شود. در این بیماری ارتباط غیرمعمولی بین نای و مری وجود دارد که بسته به نوع این ارتباط، به انواع گوناگونی طبقه‌بندی می‌شود که شایع‌ترین نوع آن، تیپ C است که حدود ۸۵ تا ۹۰٪ موارد را تشکیل می‌دهد که همراه با آترزی مری است. به همین جهت در بسیاری از متون پزشکی، این دو ناهنجاری در کنار یکدیگر مطرح می‌گردند. تشخیص این بیماری معمولاً پس از مدت کوتاهی بعد از تولد داده می‌شود، با این حال ممکن است تا مدتهای طولانی، بیماری تشخیص داده نشود. انجام جراحی برای درمان بیماری و ایجاد پیوستگی در مری و نای با هدف ممانعت از ورود مواد غذایی به داخل ریه و همچنین جلوگیری از پرهوایی معده لازم است.

## علت
در دوران جنینی، نای و مری از یک لوله مشترک منشأ می‌گیرند که بعداً در طی هفته چهارم جنینی از هم جدا می‌گردند. خطا در این جداشدگی می‌تواند منجر به تشکیل فیستول و همچنین آترزی مری گردد. این موضوع ممکن است ثانویه به اختلال در بیان ژن از جمله ژن مربوط به پروتئین SHH باشد. سایر ژنهای مرتبط با این وضعیت، ژن‌های خانواده FOX، ژن‌های خانواده SOX و ژن GLI2 باشد.

## طبقه‌بندی
فیستول بین نای و مری در نوزادان، شکل‌های متنوع و محل‌های آناتومیک مختلفی می‌تواند داشته باشد. به همین جهت برای این ناهنجاری، دو نوع شیوه تقسیم‌بندی به صورت جدول زیر پیشنهاد داده شده‌است.
| طبقه‌بندی Gross | طبقه‌بندی Vogt | شیوع    | توضیح | وجود آترزی مری؟ | وجود فیستول بین نای و مری؟ |
| --- | ------------- | ------- | --- | --------------- | -------------------------- |
| - | تایپ ۱        | <۱٪     | آژنزی مری. خیلی نادر است و در طبقه‌بندی Gross منظور نشده‌است. | بله             | خیر                        |
| تیپ A | تیپ ۲         | ۴٪-۷٪   | پروگزیمال و دیستال مری کور شده‌است. در واقع مری فاقد قسمت میانی است. | بله             | خیر                        |
| تیپ B | تیپ 3A        | ۱٪      | پروگزیمال مری به قسمت تحتانی نای متصل شده‌است و دیستال مری کور است. | بله             | بله                        |
| تیپ C | تیپ 3B        | ۸۵٪-۹۰٪ | آترزی پروگزیمال مری (مری از دهان تا قسمت بالایی زاویه جناغی که در آنجا کور شده‌است ادامه دارد) همراه با اتصالِ دیستال مری به قسمت تحتانی نای یا محل کارینا. (شایع‌ترین نوع، در حدود ۸۵–۹۰٪ موارد)                                                     | بله             | بله                        |
| تیپ D | تیپ 3C        | ۳٪      | فیستول پروگزیمال مری به نای در قسمت تحتانی نای یا محل کارینا همراه با فیستول قسمت دیستال مری به محل کارینا. دو قسمت پروگزیمال و دیستال مری ارتباط مستقیمی با هم ندارند.                                                                            | بله             | بله                        |
| تیپ E (یا H) | -             | ۲٪-۳٪   | نوعی از تیپ D؛ در صورتی که هر دو قسمت پروگزیمال و دیستال مری، به‌طور مستقیم نیز با هم ارتباط داشته باشند، به عنوان تیپ E شناخته می‌شود. به علت شباهت این ساختار به حرف H، به آن تیپ H نیز گفته می‌شود. این فیستول تراکئوازوفاژیال بدون آترزی مری است. | خیر             | بله                        |
| توضیح: پروگزیمال مری به قسمت‌هایی از مری گفته می‌شود که به گلو نزدیکتر هستند و دیستال مری به قسمت‌هایی گفته می‌شود که به معده نزدیکتر هستند. |               |         | |                 |                            |

یک نوع دیگر به صورت «وجود تنها قسمت فوقانی و کورشده» گزارش شده‌است، با این حال این مدل معمولاً در بیشتر طبقه‌بندی‌ها مورد استفاده قرار نمی‌گیرد.

## تظاهرات
تظاهرات بیمار بسته به وجود همراهی آترزی مری یا عدم وجود آن متفاوت خواهد بود که البته در ۹۵٪ موارد این ناهنجاری، همراه با آترزی مری می‌باشد. وجود آترزی مری در کنار این ناهنجاری، باعث ایجاد پلی‌هیدرامنیوس در زمان حاملگی در دو سوم موارد می‌گردد. با این حال بسیاری از این موارد در دوران حاملگی تشخیص داده نمی‌شوند.
زمانی که نوزاد، همراه با فیستول تراکئوازوفاژیال دچار آترزی مری نیز باشد، نوزاد از بلعیدن هر گونه مایع-حتی ترشحات دهانی خود- ناتوان خواهد بود؛ بنابراین در همان بدو تولد علائمی همچون آبریزش دهان، خفگی، ناراحتی تنفسی و عدم توانایی تغذیه خواهد داشت. تا زمانی که آترزی درمان نگردد یا راه ورودی به معده از طریق دیواره شکم برای وی تعبیه نگردد و در صورت وجود فیستول بین نای و مری، ارتباطی بین راه هوایی و راه تغذیه ای ایجاد نگردد، کودک قادر به تغذیه نخواهد بود. در تیپ C این وضعیت، ارتباط بین نای و مری، باعث اتساع معده و روده‌ها خواهد شد که در گرافی قابل رویت خواهد بود. در موارد بسیار نادر، ممکن است آترزی روده نیز همراه این وضعیت بوده و باعث پارگی معده ناشی از اتساع بیش از حد گردد. همچنین رفلاکس محتویات معده به درون فیستول ممکن است باعث آسپیراسیون ریوی و پنومونی باکتریایی یا شیمیایی گردد.
بیماران دارای فیستول تراکئوازوفاژیال تیپ H در صورتی که نقص دیواره مری و نای کوچکی داشته باشند، ممکن است علائمی در دوره نوزادی نشان ندهند و تشخیص آنها حتی تا ۴ سالگی با تأخیر انجام شود، با این حال در صورتی که این نقص بزرگ باشد، احتمالاً زودتر و با علائمی همچون سرفه و خفگی در هنگام تغذیه به پزشک مراجعه می‌کنند. در مواردی که فیستول بین مری و نای کوچک باشد، بیماران معمولاً سابقه ای طولانی از ناراحتی‌های تنفسی خفیف مرتبط با تغذیه و همچنین پنومونی‌های مکرر دارند. در موارد خیلی نادر ممکن است این بیماران حتی تا بزرگسالی تشخیص داده نشوند.
همچنین فیستول تراکئوازوفاژیال و آترزی مری در نیمی از موراد با آنومالی‌های دیگری نیز ممکن است همراهی داشته باشد که می‌توان به همراهی‌های VACTERL و CHARGE و به ویژه نقائص مادرزادی قلب و دستگاه ادراری تناسلی اشاره کرد.

## تشخیص
در طی مراقبت‌های هنگام بارداری، در صورتی که در طی سونوگرافی برای مادر باردار، پلی‌هیدرآمنیوس تشخیص داده شود، بایستی به این بیماری شک گردد.

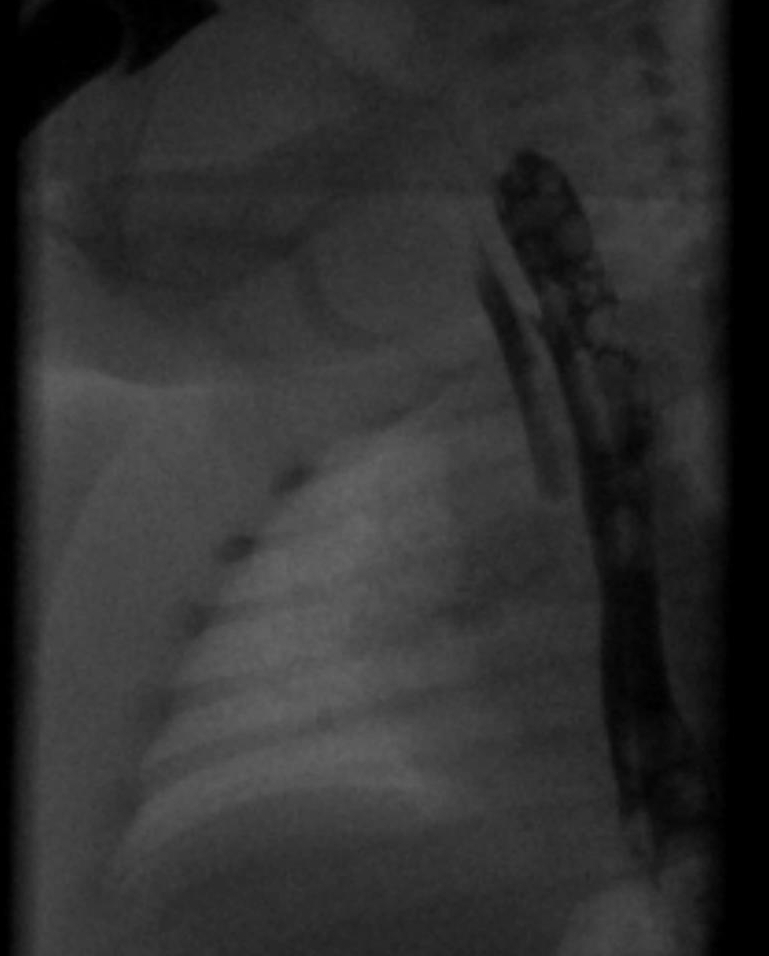
رادیوگرافی با ماده حاجب خوراکی که نشان دهنده فیستول تراکئوازوفاژیال تیپ H در یک نوزاد می باشد.

پس از تولد، اساسِ تشخیص آترزی مری و فیستول تراکئوازوفاژیال بر مبنای شک بالینی و تظاهرات بیمار است. در صورت شک به آترزی مری، می‌توان از طریق تلاش برای عبور دادن یک کاتتر -معمولاً لوله بینی معده- به معده داد. در نوزادانی که به این ناهنجاری دچار هستند، کاتتر 10 الی 12 سانتی‌متر بیشتر قابل هدایت نمی‌باشد. در صورتی که از کاتتر خیلی نرم و قابل انعطافی استفاده شود، ممکن است در انتهای کور مری، کاتتر دچار پیچ‌خوردگی گردد و پزشک به اشتباه تصور کند که کاتتر به معده رسیده است. از این جهت لازم است برای مشخص شدن محل قرارگیری کاتتر بیمار گرافی رخ و نیم رخ قفسه سینه و شکم درخواست گردد. همچنین در صورت وجود هوا در معده، وجود فیستول دیستال مری به نای مطرح می‌گردد. علاوه بر این رادیوگرافی به تشخیص پنومونی‌های احتمالی به علت آسپیراسیون نیز کمک می‌کند.
تشخیص فیستول تراکئوازوفاژیال بدون وجود آترزی مری مشکل‌تر است. مشخص شدن وجود فیستول در این شرایط نیازمند تهیه تصاویر رادیولوژی سریال همراه با استفاده از مواد حاجب خوراکی می باشد.  همچنین در شرایطی استفاده از اندوسکوپی مری و برونکوسکوپی و استفاده از تزریق متیلن بلو به نای و همچنین استفاده از سی‌تی اسکن سه‌بعدی برای تشخیص این ناهنجاری توصیه شده است.

## درمان
مداخلات جراحی معمولاً برای ترمیم مری و جلوگیری از پنومونی و اتساع معده لازم است.  در صورتی که فیستول تراکئوازوفاژیال بدون آترزی مری باشد، معمولاً جراحی از طریق گردن انجام می‌گیرد. در مواردی که بیماران همراه با فیستول، دچار آترزی مری نیز هستند، ایجاد ارتباط بین مری و معده لازم می‌گردد. با این حال ممکن است در مواردی که بین دو قسمت، مری فاصله زیادی وجود داشته باشد، ارتباط دادن آن‌ها به سادگی امکان‎پذیر نباشد. در این موارد بایستی با تکنیک‌هایی ابتدا طول مری را افزایش داد که به این منظور از جابجایی روده کوچک، بزرگ و یا خود معده استفاده می‌گردد.
همچنین با توجه به اینکه در این بیماران، رفلاکس معده-مری شایع است، توصیه شده است به کودکانی که برای ناهنجاری فیستول تراکئوازوفاژیال تحت جراحی قرار گرفته اند، برای حداقل یک سال پس از جراحی از داروهای مهارکننده پمپ پروتون جهت کاهش اسید معده استفاده شود. با این حال مشکلات تغذیه‌ای و تنفسی این کودکان ممکن است تا بزرگسالی نیز ادامه داشته باشد. باقی ماندن رفلاکس معده-مری ممکن است منجر به عارضه‌ی مری بارت گردد. به همین جهت توصیه شده است این کودکان در طی دوران کودکی به‌طور منظم از جهت وضعیت تنفسی و گوارشی تحت نظر قرار گیرند. همچنین در صورتی که این کودکان دچار مشکلات تغذیه‌ای هستند، بهتر است که جهت جلوگیری از اختلال تغذیه‌ای مزمن با متخصص تغذیه مشاوره صورت گیرد.

## عوارض
پیش‌آگهی بیمارانی که بدون آترزی مری تنها دچار فیستول تراکئوازوفاژیال هستند، عموماً خوب است. با این حال نتایج بلندمدت بیمارانی که دچار آترزی مری نیز هستند، بسته به نوع ناهنجاری متفاوت است. گزارش شده است که حدود 90% بیمارانی که دچار آترزی مری با یا بدون فیستول تراکئوازوفاژیال هستند، زنده می‌مانند و 60% مرگ و میر زودرس این بیماران ناشی از مشکلات قلبی و آنومالی‌های کروموزومی همراه بوده است. علاوه بر این، فاصله بین دو قسمت از مری نیز می‌تواند در پیش‌آگهی بیمار نقش داشته باشد.
سایر عوارض ناشی از آترزی مری در بزرگسالی در کسانی که در دوره نوزادی تحت جراحی ترمیمی مری قرار گرفته اند، عبارتند از: دیسفاژی، رفلاکس معده-مری با ازوفاژیت، رفلاکس معده-مری بدون ازوفاژیت، عفونت‌های راه‌های هوایی، آسم، ویزینگ، سرفه‌های مزمن، مری بارت، سرطان مری.